# Хрісто Татарчев
Хрісто Ніколов Татарчев (болг. Христо Николов Татарчев; нар. 16 грудня 1869, Ресен, Османська імперія (сучасна Північна Македонія) — пом. 5 грудня 1952, Турин, Королівство Італія) — болгарський лікар, революціонер, один із засновників ВМОРО.

## Біографія
Він походив з багатої родини, його батько був банкіром. Завершив свою медичну освіту в Берліні та Цюриху, і практикував медицину в болгарських школах для хлопчиків і дівчаток у Салоніках. Приєднався до створення македонського національного руху після знайомства з Даме Груєвим.